# Virginie Loveling
Virginie Loveling (Nevele, 17 maggio 1836 – Gand, 1º dicembre 1923) è stata una scrittrice belga.
Insieme alla sorella Rosalie Loveling pubblicò le opere Gedichten (1870), Novellen (1874) e Nieuwe Novellen (1876).